# 肇庆新区体育中心
肇庆新区体育中心，是一座位于广东省肇庆市鼎湖区的大型体育场馆，由体育馆、训练馆、专业足球场、足球公园组成，与长利涌河堤围连成一片，总占地面积约721亩，总建筑面积约8.7万平方米，总投资约12亿元，是广东省第十五届运动会开、闭幕式的主场馆。其中，设有二万座的专业足球场，是广东省首个专业足球场。

## 简介
肇庆新区体育中心由广东省建筑设计研究院设计，采用中国国内首例不锈钢连续焊接屋面系统、建筑与场地一体化设计，以“砚生水墨”为主题，专业足球场外形如一方端砚，体育馆和训练馆则设计成两滴水墨的形状。专业足球场和体育馆分别设有20000个和7800个座位。足球公园为开放式的户外体育场所，以长利涌为景观中心，拥有1个天然草足球场、2个人造草足球场、6个篮球场、4个网球场，总占地面积约2.5万平方米，绿化面积约5.4万平方米。
体育中心由中建八局南方公司于2016年3月动工建设，2016年10月30日，体育馆及训练馆主体封顶，2016年11月30日，专业足球场土建主体结构封顶。2018年3月28日，举行竣工仪式。2018年5月7日至13日，举办首项全国性重大赛事——2018年全国体操锦标赛暨第十八届亚运会选拔赛。2019年8月7日晚，专业足球场举行启航庆典仪式，开启首场比赛“中国甲A明星队VS广州富力足球学院”，正式投入使用。

## 演唱会
- 2019-05-11 My Beautiful Live楊千嬅世界巡迴演唱會
- 2019-07-27 谭咏麟银河岁月40载中国巡回演唱会
- 2019-12-31 黎明Leon Metro Live 2.0
- 2023-08-05 楊千嬅MY TREE OF LIVE世界巡迴演唱會
- 2023-11-25 Dear Jane很久不見音樂會
- 2023-12-09 张韶涵寓言世界巡回演唱会
- 2024-07-13 2024許靖韻這一章演唱會
- 2024-10-26 林奕匡高山低谷 10週年 Special - Phil Lam The Great Decade Live
- 2024-12-28 Dear Jane親愛的音樂會
- 2024-08-09 This is MC 2 LIVE IN ZHANQING 2025
- 2025-07-19 周柏豪CHAPTER IV巡迴粉絲見面會